# Epithelantha bokei
Epithelanha bokei
Espèce
Epithelantha bokei est une espèce de plantes à fleurs du genre Epithelantha et de la famille des Cactaceae.

## Description
C'est une cactée miniature.
- L'espèce est cylindrique au sommet plat, la tige mesure de 2 à 6 cm, est couverte d'épines blanches et pâles.
- Les fleurs sont roses ou jaunâtres, jusqu'à 7,5 cm en longueur et se développent à l'apex de la plante.
- Les fruits sont rouges à maturité (1 cm de long), les graines sont noires.

## Répartition
Texas et Mexique (Coahuila).

### Habitat
Dans les semi-désert, parmi les roches calcaires.

## Culture
Les Epithelantha bokei ont une croissance lente, et supportent, au sec, des températures allant jusqu'à -5°.
Le substrat doit être bien drainant, minéral et calcaire de préférence et l'exposition est le plein soleil (après acclimatation).

## Étymologie
- Epithelantha tient son nom du grec, signifiant "fleur (anthos), au-dessus (epi), du tubercule (thele)", faisant référence  à la position de la fleur près de l'apex du tubercule.
- Bokei vient du botaniste Norman H. Boké